# Dărăști-Vlașca
Dărăști-Vlașca – wieś w Rumunii, w okręgu Giurgiu, w gminie Adunații-Copăceni. W 2011 roku liczyła 2177 mieszkańców.